# Carro de tierra

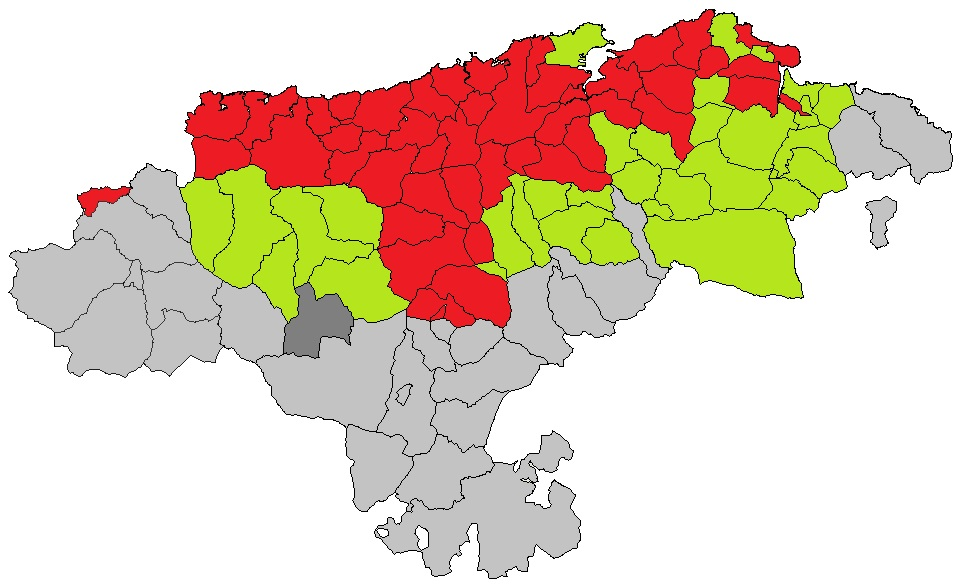
En rojo, municipios donde equivale a 179 m². En verde, municipios que utilizan el carro con otras medidas.

El carro de tierra es una unidad de superficie agraria utilizada en Cantabria (España) y que, dependiendo de las zonas locales, oscila entre los 44 y 48 pies de lado, (13,41 metros y 14,63 metros respectivamente). El carro de tierra más utilizado es el de 48 pies, que equivale a 256 varas cuadradas. Así, una hectárea son 55 carros y 231 varas cuadradas. Esta medida sigue siendo aún de común uso en muchas áreas rurales.
En medidas más conocidas un carro de tierra equivale a 179 metros cuadrados.
La equivalencia en metros cuadrados que corresponde a la medida de "carro" varía de unas zonas a otras y de una localidad a otra.